# Araber in Iran

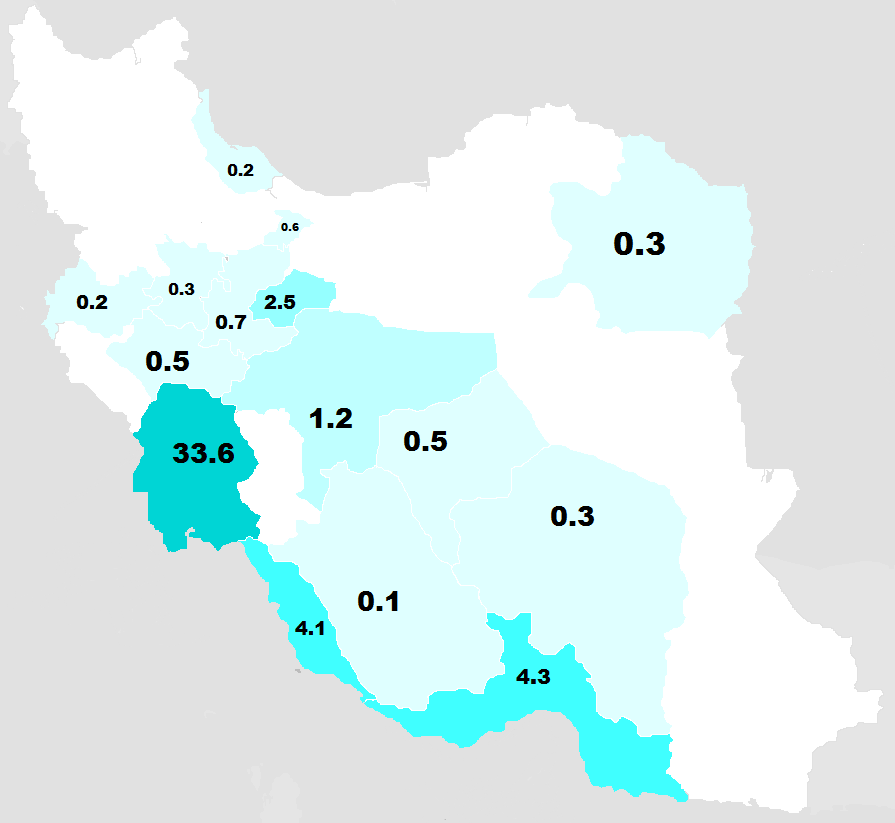
Arabischer Bevölkerungsanteil in Iran (2010)

Die Araber in Iran oder auch iranische Araber (arabisch عرب إيران, DMG ʿArab Īrān; persisch عربهای ايران, DMG Arabhā-ye Irān, ‚Araber Irans‘) sind eine der Volksgruppen in Iran. Araber machen geschätzt knapp 2 Prozent der Gesamtbevölkerung des Landes aus, was einer Bevölkerung von ca. 1,6 Millionen Personen entspricht. Die arabische Präsenz in Persien reicht mehr als tausend Jahre zurück. Die arabische Bevölkerung konzentriert sich insbesondere auf Südiran und die Golfküste Irans in den Provinzen Chuzestan, Hormozgan und Buschehr. Auch in Ghom und Isfahan gibt es bedeutende Minderheiten. In der Provinz Chuzestan machen Araber knapp ein Drittel der Bevölkerung aus. Die Mehrheit der arabischen Bevölkerung des Landes spricht die Arabische Sprache mit eigenen Dialekten. Religiös gibt es eine sunnitisch-islamische Mehrheit und eine schiitisch-islamische Minderheit unter den iranischen Arabern.
Nach Angaben des Minorities at Risk Project waren Anfang des 20. Jahrhunderts etwa 40 % der Araber ungelernte Arbeiter, die in städtischen Gebieten leben. Die Araber in den ländlichen Gebieten sind hauptsächlich Bauern und Fischer. Die Araber, die in den Küstenebenen des Persischen Golfs leben, sind häufig Hirtennomaden. Die Stammesloyalität ist unter den Arabern auf dem Lande stark ausgeprägt, hat aber auch Einfluss auf die städtischen Gebiete und beeinflusst die arabische Sozialisation und Politisierung.

## Geschichte
Während vieler Jahrhunderte unterhielten die iranischen Herrscher zurückgehend auf die Sassaniden Kontakte zu Arabern außerhalb ihrer Grenzen, verhandelten mit arabischen Untertanen und Klientelstaaten und siedelten arabische Stammesangehörige in verschiedenen Teilen der iranischen Hochebene an. Die arabische Niederlassung in Iran begann damit schon vor der muslimischen Eroberung Persiens. Obwohl sich nach der arabischen Eroberung des sassanidisch-persischen Reiches im 7. Jahrhundert viele arabische Stämme in verschiedenen Teilen Irans niederließen, sind es die arabischen Stämme von Chuzestan, die ihre Identität in Sprache, Kultur und schiitischen Islam bis heute am stärksten bewahrt haben. Die ethno-linguistischen Merkmale der Region müssen jedoch vor dem Hintergrund der langen und turbulenten Geschichte der Provinz mit ihrer eigenen lokalen Sprache khuzi betrachtet werden, die möglicherweise elamitischen Ursprungs war und im frühen Mittelalter allmählich verschwand. Auch die Einwanderung arabischer Stämme von außerhalb der Provinz war ein langfristiger Prozess. Vom 16. bis zum 19. Jahrhundert gab es einen großen Zustrom arabischsprachiger Einwanderer in die Provinz, einschließlich der Einwanderung von Stämmen aus dem Herz der arabischen Halbinsel. Bis zum Jahr 1925 bestand die Region Chuzestan noch als teilunabhängiges Scheichtum.
Während des iranisch-irakischen Krieges (1980–88) versuchte das irakische Regime von Saddam Hussein, einen arabischen Nationalismus in der Region zu schaffen und hoffte, dass die Araber der Region seine angestrebte Annexion der Provinz Chuzestan unterstützen würden. Die meisten taten dies nicht und schlossen sich stattdessen den nationalen Streitkräften Irans an, um sich der irakischen Invasion zu widersetzen, obwohl mehrere Tausend während des Krieges in den Irak überliefen und einige von ihnen Land erhielten. Ebenfalls 1980 nahmen iranisch-arabische Separatisten mit irakischer Unterstützung 26 Personen als Geiseln in der iranischen Botschaft im Vereinigten Königreich. Nach einer sechstägigen Belagerung wurden zwei Geiseln und fünf Entführer getötet.
In der Provinz Chuzestan werden häufig Vorwürfe der Diskriminierung gegen die arabische Minderheit vonseiten des Zentralstaats erhoben, der eine Politik der Iranisierung gegenüber der ethno-linguistischen Minderheit verfolgen soll. Auch gilt die Provinz Chuzestan trotz ihrer großen Erdölvorkommen als relativ unterentwickelt. Dies hat mehrfach für Proteste der arabischen Minderheit in der Region gesorgt.

## Bekannte iranische Araber der Moderne
- Asadollah Alam (1919–1978), Premierminister Irans
- Mahmud Haschemi Schahrudi (1948–2018), Politiker und oberster Richter
- Ali Schamchani (* 1955), Admiral und Verteidigungsminister
- Hossein Kaebi (* 1985), Fußballspieler
- Hamed Haddadi (* 1985), Basketballspieler